# NHL Expansion Draft 2000
Der NHL Expansion Draft 2000 fand am 23. Juni 2000 in Calgary, Alberta, statt. Der Expansion Draft wurde ausgetragen, weil die Eishockeyliga NHL um zwei Mannschaften aufgestockt wurde und die Kader der neu gegründeten Teams Columbus Blue Jackets und Minnesota Wild mit Spielern gefüllt werden mussten.

## Regeln
26 der bereits existierenden 28 Teams der Liga durften je einen Torhüter, fünf Verteidiger und neun Angreifer oder zwei Torhüter, drei Verteidiger und sieben Angreifer ihres Kaders sperren, sodass sie nicht von einem Expansion Team ausgewählt werden konnten. Die Kader der Nashville Predators und der Atlanta Thrashers wurden komplett gesperrt, da sie erst ein bzw. zwei Jahre existierten.
Für Mannschaften, die sich entschieden, die Variante mit einem gesperrten Torhüter zu nehmen, gab es erst einmal keine Einschränkungen. Wer sich für die Variante mit zwei gesperrten Torhütern entschied, musste darauf achten, dass ein weiterer Torhüter ungesperrt bleibt, der in der Saison 1999/2000 mindestens zehn Spiele oder in den Spielzeiten 1998/99 und 1999/2000 zusammen 25 Spiele absolviert hatte. Es werden nur Spiele gezählt, in denen der Torhüter mindestens 31 Minuten auf dem Eis stand.
Des Weiteren muss jedes Team einen Verteidiger ungesperrt lassen, der in der Saison 1999/2000 in mindestens 40 oder in den Saisons 1998/99 und 1999/2000 zusammen 70 Spiele im Einsatz war. Außerdem muss jede Mannschaft zwei Stürmer ungesperrt lassen, für die dieselbe Regelung gilt.
52 Spieler konnten insgesamt im Draft ausgewählt werden, zwei von jedem bereits existierenden Team. Von jedem der etablierten Teams konnte nur ein Torhüter und ein Verteidiger ausgewählt werden. Columbus und Minnesota mussten mit ihren ersten 24 Wahlmöglichkeiten je 3 Torhüter, 8 Verteidiger und 13 Angreifer auswählen. Die restlichen zwei Wahlmöglichkeiten je Team konnten Spieler von jeder Position sein.

## Draft-Ergebnis
Erklärung: T=Torhüter; V=Verteidiger; F=Stürmer; C=Mittelstürmer; LF=Linker Flügelstürmer; RF=Rechter Flügelstürmer
| Nr. | Spieler                  | ehemaliges Team         | neues Team            |
| --- | ------------------------ | ----------------------- | --------------------- |
| 1.  | Rick Tabaracci (T)       | Colorado Avalanche      | Columbus Blue Jackets |
| 2.  | Jamie McLennan (T)       | St. Louis Blues         | Minnesota Wild        |
| 3.  | Mike Vernon (T)          | Florida Panthers        | Minnesota Wild        |
| 4.  | Frédéric Chabot (T)      | Montréal Canadiens      | Columbus Blue Jackets |
| 5.  | Dwayne Roloson (T)       | Buffalo Sabres          | Columbus Blue Jackets |
| 6.  | Chris Terreri (T)        | New Jersey Devils       | Minnesota Wild        |
| 7.  | Sean O’Donnell (V)       | Los Angeles Kings       | Minnesota Wild        |
| 8.  | Mattias Timander (V)     | Boston Bruins           | Columbus Blue Jackets |
| 9.  | Bert Robertsson (V)      | Edmonton Oilers         | Columbus Blue Jackets |
| 10. | Curtis Leschyshyn (V)    | Carolina Hurricanes     | Minnesota Wild        |
| 11. | Tommi Rajamäki (V)       | Toronto Maple Leafs     | Columbus Blue Jackets |
| 12. | Ladislav Benýšek (V)     | Mighty Ducks of Anaheim | Minnesota Wild        |
| 13. | Chris Armstrong (V)      | San Jose Sharks         | Minnesota Wild        |
| 14. | Jamie Pushor (V)         | Dallas Stars            | Columbus Blue Jackets |
| 15. | Filip Kuba (V)           | Calgary Flames          | Minnesota Wild        |
| 16. | Lyle Odelein (V)         | Phoenix Coyotes         | Columbus Blue Jackets |
| 17. | Radim Bičánek (V)        | Chicago Blackhawks      | Columbus Blue Jackets |
| 18. | Oleg Orechowski (V)      | Washington Capitals     | Minnesota Wild        |
| 19. | Mathieu Schneider (V)    | New York Rangers        | Columbus Blue Jackets |
| 20. | Ian Herbers (V)          | New York Islanders      | Minnesota Wild        |
| 21. | Artjom Anissimow (V)     | Philadelphia Flyers     | Minnesota Wild        |
| 22. | Jonas Junkka (V)         | Pittsburgh Penguins     | Columbus Blue Jackets |
| 23. | Geoff Sanderson (LF)     | Buffalo Sabres          | Columbus Blue Jackets |
| 24. | Stacy Roest (C)          | Detroit Red Wings       | Minnesota Wild        |
| 25. | Darryl Laplante (C)      | Detroit Red Wings       | Minnesota Wild        |
| 26. | Turner Stevenson (RF)    | Montréal Canadiens      | Columbus Blue Jackets |
| 27. | Scott Pellerin (LF)      | St. Louis Blues         | Minnesota Wild        |
| 28. | Robert Kron (C)          | Carolina Hurricanes     | Columbus Blue Jackets |
| 29. | Steve Heinze (RF)        | Boston Bruins           | Columbus Blue Jackets |
| 30. | Jim Dowd (C)             | Edmonton Oilers         | Minnesota Wild        |
| 31. | Tyler Wright (C)         | Pittsburgh Penguins     | Columbus Blue Jackets |
| 32. | Sergei Kriwokrassow (RF) | Calgary Flames          | Minnesota Wild        |
| 33. | Jeff Nielsen (RF)        | Mighty Ducks of Anaheim | Minnesota Wild        |
| 34. | Kevyn Adams (C)          | Toronto Maple Leafs     | Columbus Blue Jackets |
| 35. | Jeff Odgers (RF)         | Colorado Avalanche      | Minnesota Wild        |
| 36. | Dmitri Subbotin (F)      | New York Rangers        | Columbus Blue Jackets |
| 37. | Steve McKenna (F)        | Los Angeles Kings       | Minnesota Wild        |
| 38. | Dallas Drake (RF)        | Phoenix Coyotes         | Columbus Blue Jackets |
| 39. | Bruce Gardiner (C)       | Tampa Bay Lightning     | Columbus Blue Jackets |
| 40. | Michal Broš (F)          | San Jose Sharks         | Minnesota Wild        |
| 41. | Joé Juneau (C)           | Ottawa Senators         | Minnesota Wild        |
| 42. | Barrie Moore (LF)        | Washington Capitals     | Columbus Blue Jackets |
| 43. | Darby Hendrickson (C)    | Vancouver Canucks       | Minnesota Wild        |
| 44. | Martin Streit (F)        | Philadelphia Flyers     | Columbus Blue Jackets |
| 45. | Kevin Dineen (RF)        | Ottawa Senators         | Columbus Blue Jackets |
| 46. | Jeff Daw (C)             | Chicago Blackhawks      | Minnesota Wild        |
| 47. | Jeff Williams (LF)       | New Jersey Devils       | Columbus Blue Jackets |
| 48. | Stefan Nilsson (F)       | Vancouver Canucks       | Minnesota Wild        |
| 49. | Zac Bierk (T)            | Tampa Bay Lightning     | Minnesota Wild        |
| 50. | Sergei Lutschinkin (RF)  | Dallas Stars            | Columbus Blue Jackets |
| 51. | Cam Stewart (LF)         | Florida Panthers        | Minnesota Wild        |
| 52. | Ted Drury (C)            | New York Islanders      | Columbus Blue Jackets |

## Absprachen
Damit die Wild und Blue Jackets nicht bestimmte ungesperrte Spieler auswählten, erhielten sie von manchen Teams Entschädigungen. 
Columbus
- San Jose transferierte am 11. Juni 2000 Jan Čaloun sowie zwei Draftpicks für die Jahre 2000 und 2001 nach Columbus, nachdem sie darauf verzichteten Jewgeni Nabokow auszuwählen.

- Buffalo transferierte am 23. Juni 2000 Jean-Luc Grand-Pierre, Matt Davidson und zwei Fünfrunden-Draftpicks für 2000 und 2001 nach Columbus, nachdem sie darauf verzichteten einen Torhüter der Sabres auszuwählen

Minnesota
- San Jose transferierte am 11. Juni 2000 Andy Sutton sowie einen Siebtrunden-Draftpick für 2000 und einen Drittrunden-Draftpick für 2001 nach Minnesota, nachdem sie darauf verzichteten Jewgeni Nabokow auszuwählen.

## Nach dem Draft
Einige Spieler, die Minnesota und Columbus ausgewählt hatten, blieben nicht lange bei den Teams. Manche wurde schon am Tag des Expansion Draft an andere Teams transferiert:
Columbus
- Turner Stevenson wurde an die New Jersey Devils transferiert, um eine frühere Transaktion abzuschließen

Minnesota
- Mike Vernon wurde für Dan Cavanaugh und einem Achtrunden-Draftpick im Jahr 2001 zu den Calgary Flames transferiert
- Chris Terreri wurde mit einem Neuntrunden-Draftpick für Brad Bombardir zu den New Jersey Devils transferiert
- Joé Juneau wurde für Rickard Wallin nach Phoenix transferiert

Andere Spieler waren nicht länger im Kader der Teams, die sie im Expansion Draft ausgewählt hatten:
Columbus
- Dallas Drake unterschrieb am 1. Juli 2000 bei den St. Louis Blues
- Mathieu Schneider unterschrieb am 23. August 2000 bei den Los Angeles Kings
- Dwayne Roloson unterschrieb beim AHL-Team Worcester IceCats

Minnesota
- Jeff Odgers ging am 29. September 2000 zu den Atlanta Thrashers